# 安塔科查湖 (聖赫羅尼莫區)
13°46′5″S 73°13′24″W / 13.76806°S 73.22333°W
安塔科查湖（Antaqucha），是秘魯的湖泊，位於該國南部阿普里馬克大區，由安達韋拉斯省的聖赫羅尼莫區負責管轄，處於普卡瓦納科山西南面。